# Polyalthia viridis
Polyalthia viridis là loài thực vật có hoa thuộc họ Na. Loài này được Craib miêu tả khoa học đầu tiên năm 1914.